# 셔틀 (학교 폭력)
셔틀(영어: Shuttle)은 학교 폭력의 일종으로, 가해 학생들의 강요에 의해 심부름을 하는 학생들을 총칭하는 대한민국의 신조어이다.

## 개요
셔틀은 학교 폭력의 일종으로, 가해 학생들의 강요에 의해 빵이나 담배 등을 대신 사주는 심부름, 테더링, 대리 시험 등의 각종 심부름을 하는 일, 또는 그 행위를 하는 피해 학생을 뜻하는 대한민국의 신조어로, 2008년에 학교 폭력을 배경으로 탄생한 용어이다. 한때 "빵셔틀연합회"라는 사이트가 개설되었다가 문제가 커지자 폐쇄되기도 했다. 한편 교육과학기술부와 경찰은 이 문제에 대해 피해 학생을 보호하고 가해 학생을 법적 절차에 따라 조치하도록 하는 지침을 마련했다.

## 유래
셔틀은 전략 시뮬레이션 게임 스타크래프트의 가상의 종족인 프로토스의 병력 수송선인 "왕복선"의 영어 표기(Shuttle)에서 유래한 것으로 알려졌다. 셔틀의 주된 역할은 강력한 유닛인 리버를 싣고 다니는 것이었고, 리버를 위해 이리저리 돌아다니는 모습이 현재 '셔틀'의 유래가 된 것이다. 또한 셔틀이 하는 일에 따라 이름이 조금씩 달라지기도 하는데 빵셔틀, 와이파이 셔틀 등이 그 예이다. 그러나 대부분은 셔틀 혹은 빵셔틀이라고 불리며, 하는 일이 따로 정해져 있지는 않다.
요즘 청소년들 사이에서 스마트폰 소지율이 높아지면서 와이파이 셔틀도 새롭게 등장했다. 와이파이셔틀이란 피해 학생에게 스마트폰 데이터 무제한 요금제를 강제로 가입하게 한 뒤 스마트폰의 테더링 혹은 핫스팟 기능을 통해 와이파이 서비스를 이용하는 것이다.

## 실태
청소년폭력예방재단에서 2009년 11월부터 2010년 1월까지 2개월 동안  실시한 학교폭력 실태 조사에 따르면 청소년의 55%는 빵셔틀을 학교폭력으로 보지 않는다고 한다.

## 같이 보기
- 교육 문제
- 집단 따돌림
- 일진회